# Oedaleonotus pacificus
Oedaleonotus pacificus är en insektsart som först beskrevs av Scudder, S.H. 1880.  Oedaleonotus pacificus ingår i släktet Oedaleonotus och familjen gräshoppor. Inga underarter finns listade i Catalogue of Life.